# Jean-Louis Leca
Jean-Louis Leca (ur. 21 września 1985 w Bastii) – francuski piłkarz występujący na pozycji bramkarza. Obecnie jest zawodnikiem klubu RC Lens.

## Kariera klubowa
Leca karierę rozpoczynał jako junior w klubie AS Furiani-Agliani. Potem był graczem juniorskiej ekipy SC Bastii. W 2003 roku został włączony do jej pierwszej drużyny, grającej w Ligue 1. W sezonie 2003/2004 nie rozegrał tam jednak żadnego spotkania. W Ligue 1 zadebiutował 14 maja 2005 w przegranym 2:5 meczu z AS Monaco. W 2005 roku spadł z klubem do Ligue 2. W Bastii Leca spędził jeszcze 3 sezony. W sumie zagrał tam w 34 ligowych meczach.
Latem 2008 roku podpisał kontrakt z pierwszoligowym Valenciennes FC. W sezonie 2008/2009 pełnił rolę rezerwowego dla Nicolasa Penneteau oraz Willy'ego Grondina i nie zagrał w lidze ani razu. W barwach Valenciennes Leca zadebiutował 15 sierpnia 2009 w przegranym 0:1 meczu z Olympique Lyon. W sezonie 2009/2010 jest bramkarzem rezerwowym dla Guya N’dy Assembé oraz Nicolasa Penneteau.
| Sezon            | Klub             | Kraj             | Rozgrywki        | Liga  | Puchar kraju | Puchar ligi | Razem |
| Sezon            | Klub             | Kraj             | Rozgrywki        | Mecze | Mecze        | Mecze       | Mecze |
| ---------------- | ---------------- | ---------------- | ---------------- | ----- | ------------ | ----------- | ----- |
| 2003/04          | SC Bastia        | Francja          | Ligue 1          | 0     | 0            | 0           |       |
| 2004/05          | SC Bastia        | Francja          | Ligue 1          | 2     | 0            | 0           | 2     |
| 2005/06          | SC Bastia        | Francja          | Ligue 2          | 3     | 0            | 0           | 3     |
| 2006/07          | SC Bastia        | Francja          | Ligue 2          | 15    | 1            | 1           | 17    |
| 2007/08          | SC Bastia        | Francja          | Ligue 2          | 14    | 0            | 0           | 14    |
| 2008/09          | Valenciennes FC  | Francja          | Ligue 1          | 0     | 0            | 0           | 0     |
| 2009/10          | Valenciennes FC  | Francja          | Ligue 1          | 1     | 1            | 1           | 3     |
| 2010/11          | Valenciennes FC  | Francja          | Ligue 1          | 0     | 0            | 0           | 0     |
| 2011/12          | Valenciennes FC  | Francja          | Ligue 1          | 0     | 0            | 0           | 0     |
| 2012/13          | Valenciennes FC  | Francja          | Ligue 1          | 0     | 0            | 1           | 1     |
| 2013/14          | SC Bastia        | Francja          | Ligue 1          | 9     | 1            | 1           | 2     |
| 2014/15          | SC Bastia        | Francja          | Ligue 1          | 2     | 0            | 2           | 4     |
| 2015/16          | SC Bastia        | Francja          | Ligue 1          | 34    | 1            | 0           | 35    |
| 2016/17          | SC Bastia        | Francja          | Ligue 1          | 34    | 0            | 1           | 35    |
| 2017/18          | AC Ajaccio       | Francja          | Ligue 2          | 32    | 0            | 0           | 32    |
| 2018/19          | RC Lens          | Francja          | Ligue 2          | 36    | 1            | 1           | 38    |
| 2019/20          | RC Lens          | Francja          | Ligue 2          | 27    | 0            | 0           | 27    |
| 2020/21          | RC Lens          | Francja          | Ligue 1          | 37    | 0            | 0           | 37    |
| 2021/22          | RC Lens          | Francja          | Ligue 1          | 27    | 1            | 0           | 28    |
| Razem w karierze | Razem w karierze | Razem w karierze | Razem w karierze | 273   | 6            | 8           | 287   |

Stan na: 1 maja 2022 r.